# Блон, Франц фон
Франц фон Блон (нем. Franz von Blon; 16 июля 1861, Берлин — 21 октября 1945, Гранзе, Бранденбург) — немецкий композитор и дирижёр.
С восьмилетнего возраста учился играть на скрипке, затем занимался в Консерватории Штерна и Берлинской Высшей школе музыки, где его способности высоко ценил Йозеф Иоахим. Играл первую скрипку в оркестре Гамбургской оперы. Затем вернулся в Берлин, где руководил различными оркестрами, исполнявшими лёгкую музыку; некоторое время также руководил оркестром в Варшаве.
Фон Блон известен, прежде всего, как автор около 30 маршей, в числе которых марш «Виват, Санкт-Петербург!» (к 200-летию города), и других многочисленных сочинений для духового оркестра.